# Павленко, Дмитрий Поликарпович
Дмитрий Поликарпович Павленко (16 октября 1917 года, село Гальчин, Украина — 19 марта 1986 года, Казатин, Винницкая область, УССР, СССР) — советский железнодорожник, Герой Социалистического Труда.

## Биография
Дмитрий Поликарпович Павленко родился 16 октября 1917 года в селе Гальчин (ныне — Житомирская область Украины). Окончил фабрично-заводское училище. Служил в Военно-Морском флоте. Участник советско-финляндской и Великой Отечественной войн. В послевоенное время работал машинистом на станции Казатин-1..
Указом Президиума Верховного Совета СССР от 1 августа 1959 года за «выдающиеся успехи, достигнутые в деле развития железнодорожного транспорта» Павленко Дмитрию Поликарповичу присвоено звание Героя Социалистического труда с вручением ордена Ленина и медали «Серп и Молот».
Продолжал работать на железнодорожной дороге. А позднее перешёл на работу мастером ПТУ.
Умер 19 марта 1986 года. Похоронен на центральном кладбище Казатина Винницкой области.
Был награждён орденом Отечественной войны 2-й степени, медалями.
В честь Павленко был назван переулок в Казатине.